# 1975 v letectví
Tento článek obsahuje seznam událostí souvisejících s letectvím, které proběhly roku 1975.

## Události

### Leden
- 14. ledna – F-16 Fighting Falcon je vyhlášen vítězem soutěže LWF (Light Weight Fighter)

## První lety
- Jakovlev Jak-50

### Leden
- 24. ledna – Aerospatiale SA 365 Dauphin, F-WVKE
- 25. ledna – Birdman TL-1

### Únor
- 22. února – Suchoj T-8-1, prototyp bitevního letounu Su-25
- 26. února – Cessna 404 Titan, N5404J

### Březen
- 7. března – Jakovlev Jak-42, CCCP-1974
- 27. března – de Havilland Canada DHC-7, C-GNBX-X

### Duben
- 21. dubna – Dominion Skytrader 800, N800ST

### Květen
- 21. května – Rutan VariEze, N7EZ

### Červen
- 3. června – Mitsubishi F-1, 59-5107
- 16. června – Atlas C4M Kudu, ZS-IZF

### Červenec
- 1. července – Valmet L-70 Vinka

### Srpen
- 26. srpna – McDonnell Douglas YC-15, 72-1875

### Září
- 16. září – Mikojan Je-155MP
- 30. září – Hughes YAH-64, 73-22248

### Říjen
- 1. října – Bell YAH-63
- 22. října – IAR 330

### Listopad
- 19. listopadu – AmEagle American Eaglet